# Cattedrale di Santa Sofia (Velikij Novgorod)
La cattedrale di Santa Sofia (della Santa Saggezza di Dio) all'interno del Cremlino di Velikij Novgorod è la chiesa cattedrale del metropolita di Novgorod e chiesa madre della medesima eparchia.

## Storia
La cattedrale in pietra, alta 38 metri e coronata da cinque cupole, fu fatta costruire da Vladimir II di Novgorod tra il 1045 e il 1050 in luogo di una più antica costruzione in legno di quercia voluta dall'arcivescovo Gioacchino il Korsuniano (in russo Иоаким Корсунянин?) verso la fine del X secolo: ciò la rende il più antico edificio ecclesiastico della Russia vera e propria e, con l'eccezione delle chiese di Archyz (in russo Архыз?) e di Šoana (in russo Шоанинский храм?), il più antico edificio di qualsiasi tipologia ancora in uso nel Paese.
Fu consacrata dal vescovo Luka Židjata (in russo Лука Жидята?) (1035-1060) il 14 settembre del 1050 o del 1052, festa dell'Esaltazione della Santa Croce. Un affresco all'interno dell'entrata meridionale dipinge i santi Costantino ed Elena mentre ritrovano la vera croce durante il IV secolo: si tratta di una delle più antiche opere d'arte all'interno della cattedrale, e probabilmente commemora la consacrazione della stessa.
La cattedrale di Velikij Novgorod è dedicata alla santa saggezza di Dio, a imitazione dell'allora cattedrale di Costantinopoli, Hagia Sophia. Costruita in sostituzione di un'ancor più antica chiesa in legno coperta da ben 13 cupole, l'attuale chiesa ne è coperta da cinque, di cui la principale fu dorata nel 1408 dall'arcivescovo Ioann. Una sesta - e ancor maggiore - cupola corona una torre che conduce alle gallerie superiori. Durante il Medioevo si pensa che queste ospitassero il tesoro di Novgorod e che vi fosse anche una biblioteca, fondata da Jaroslav il Saggio. Quando la biblioteca venne trasferita all'Accademia spirituale di San Pietroburgo, la collezione contava più di 1500 volumi, alcuni dei quali risalenti al XIII secolo. L'attuale arcivescovo, Lev (Nikolaj L'vovič Cerpickij, in russo Николай Львович Церпицкий?) ha nuovamente fondato una biblioteca nelle gallerie superiori, continuando così l'antica tradizione. Nel 2004 vi erano già ospitati 5000 volumi. All'interno delle gallerie è anche ospitata una scuola domenicale.
Si suppone che le cupole abbiano assunto l'attuale aspetto durante gli anni cinquanta del XII secolo, quando la cattedrale fu restaurata in seguito ai danni causati da un incendio. Gli interni furono decorati nel 1108 sotto le direttive del vescovo Nikita (1096-1108), sebbene il progetto non fu intrapreso che poco dopo la sua morte. L'arcivescovo Nifont (1130-1156) fece imbiancare gli esterni e pitturare i portici Martirievskij e Pretečenskaja, ma tali affreschi sono oggi difficilmente visibili a causa dei numerosi incendi patiti dalla chiesa nel corso dei secoli.
A partire dagli anni sessanta del XIX secolo diverse porzioni degli interni dovettero essere ritinte, sicché la maggior parte degli affreschi attualmente visibili risale alla fine dell'Ottocento. Il campanile in pietra bianca  fu costruito dall'arcivescovo Evfimij II (1429-1458), il più grande protettore dell'architettura che abbia mai retto un arcivescovato: fu lui a decidere anche la costruzione del palazzo delle Faccette, costruito nel 1433 a nordovest della cattedrale. La vicina torre campanaria fu originariamente completata anch'essa sotto la sua direzione, ma crollò durante il XVII secolo: l'attuale torre è la ricostruzione del 1673.
Dal XII al XV secolo, la cattedrale rappresentò il centro cerimoniale e spirituale della Repubblica di Novgorod, che estendeva - al momento della sua massima espansione - dal mar Baltico sino agli Urali. Gli abitanti di Novgorod era particolarmente orgogliosi della loro chiesa, e si vantavano di preferir piuttosto "esser decapitati" o di "morire con onore per la Santa Saggezza". Quando un principe li sottoponeva ad angherie, questi rispondevano "non abbiamo principi, solo Dio, la Verità e la Santa Saggezza". In un'altra occasione, infine, fecero addirittura della cattedrale il simbolo della città stessa, dicendo "Dove è la Santa Saggezza, la vi è Novgorod".

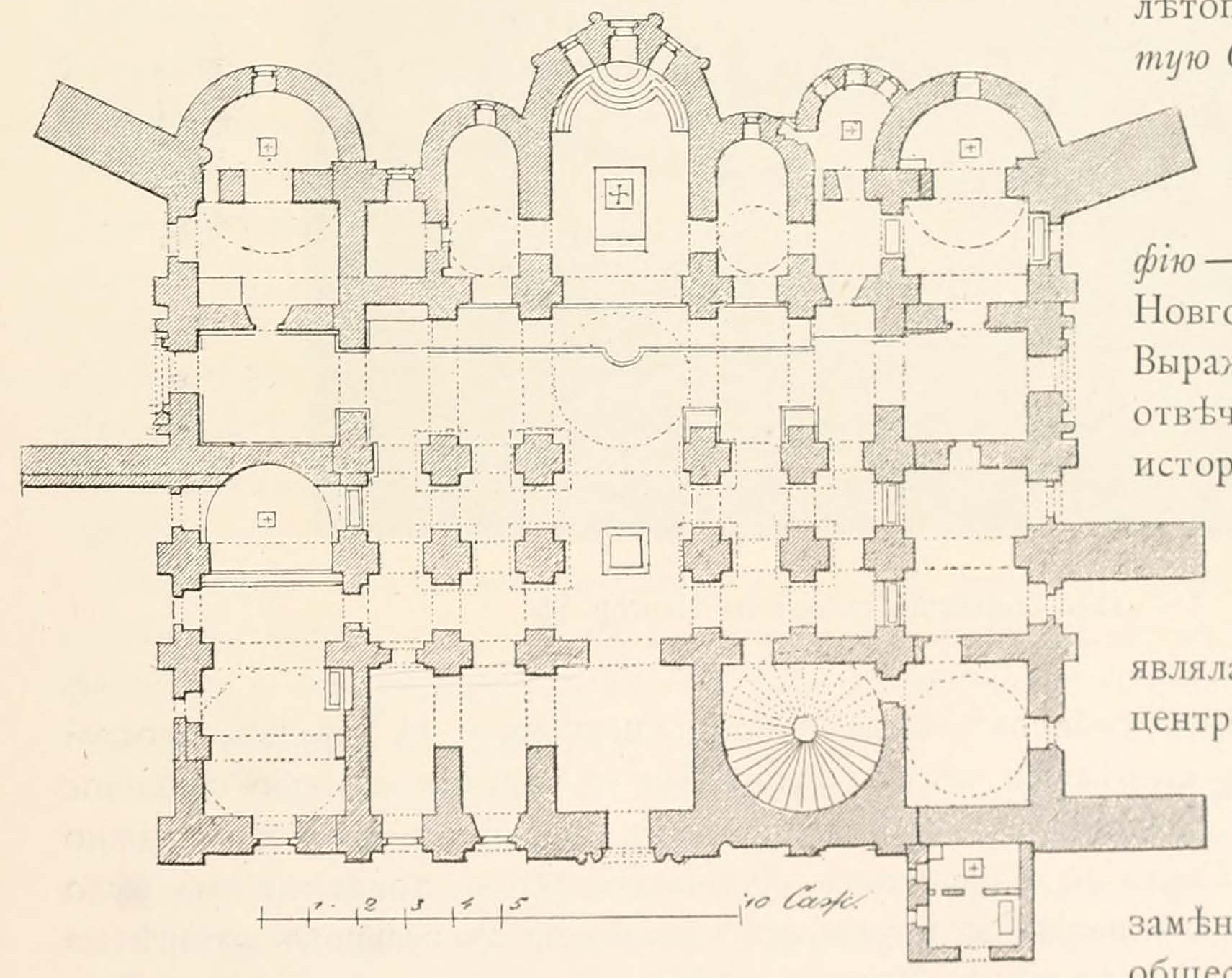
Pianta della cattedrale di Santa Sofia

La cattedrale è stata inoltre a lungo la principale necropoli cittadina, luogo di sepoltura di 47 delle personalità più eminenti della città, inclusi diversi principi e posadnik (in russo Посадник?) e 32 tra vescovi, arcivescovi e metropoliti della città. La prima sepoltura fu quella riservata al principe Vladimir in persona nel 1052. Il primo arcivescovo, Luka Židjata nel 1060. L'ultima sepoltura all'interno della cattedrale fu invece quella del Metropolita Gurii nel 1912. La maggior parte delle sepolture avveniva sotto il pavimento del Portico Martirievskaja - sul lato sud della cattedrale - che doveva la propria denominazione al vescovo Martirii (1193-1199). Sepolture successive ebbero luogo anche nel Portico Pretečenskaja, sul lato nord della chiesa. A oggi, numerose sono anche le tombe all'interno del corpo principale della chiesa. I sarcofagi del principe Vladimir e della principessa Anna dominano il portico Martirievskaja; l'arcivescovo Il'ja (1165-1186) è seppellito nell'angolo nordoccidentale del corpo principale della chiesa, vicino al portico Pretečenskaja. Il vescovo Nikita è posto in un sarcofago protetto dal vetro tra le cappelle della Natività della Madre di Dio e quella dei Santi Ioakim e Anna: il sarcofago mostrato aperto ai fedeli durante i giorni a lui dedicati, il 30 gennaio - giorno della sua morte - e il 30 aprile e il 13 maggio - giorni dello "svelamento delle sue reliquie". Altri due principi sono sepolti all'interno del corpo centrale della cattedrale e nella cappella della Natività della Madre di Dio.

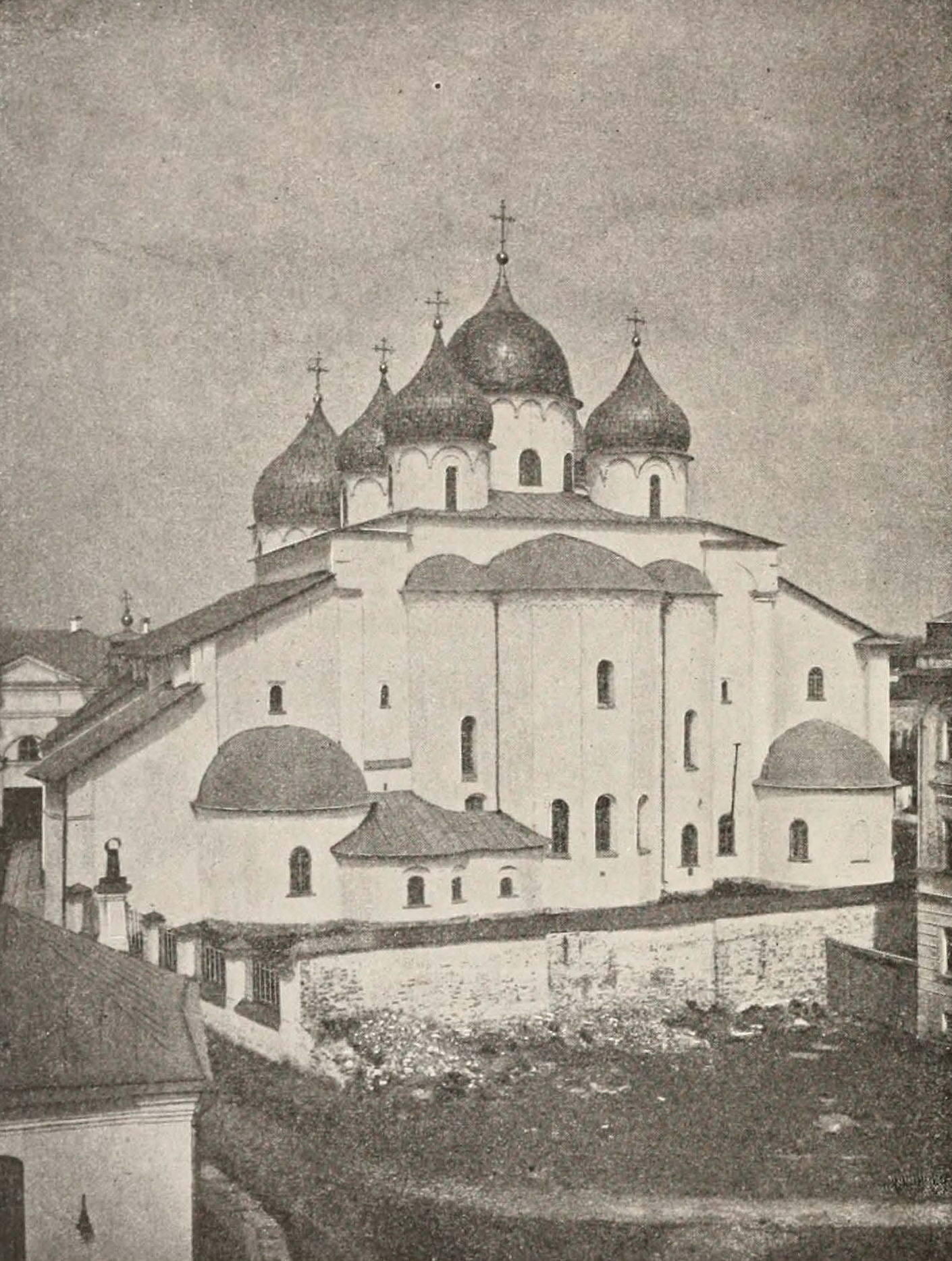
Cattedrale di Santa Sofia, fotografia del XIX secolo

La cattedrale fu saccheggiata dall'Opričnina di Ivan il Terribile durante gli anni settanta del XVI secolo, ma venne in breve restaurata sotto l'arcivescovo Leonid (1572-1575). Fece costruire il seggio dello Zar, collocato in prossimità dell'entrata sud del corpo principale della cattedrale, vicino al portico Martirievskij. Leonid fece appendere inoltre numerosi candelieri all'interno della cattedrale: solamente uno, a oggi, è sopravvissuto.
Dal XVIII secolo gli arcivescovi o metropoliti di Novgorod iniziarono a risiedere a San Pietroburgo (erano noti infatti come arcivescovi o metropoliti "di Novgorod e San Pietroburgo"). Di conseguenza, sebbene Novgorod avesse tecnicamente un prelato, non sempre questi era realmente attivo in città e la comunità locale veniva amministrata da un vescovo vicario per la maggior parte del tempo. Dodici metropoliti di Novgorod e San Pietroburgo sono seppelliti all'interno del monastero di Aleksandr Nevskij (in russo Александро-Невская лавра?) in San Pietroburgo, invece che all'interno della Santa Sofia di Velikij Novgorod.
Durante la seconda guerra mondiale, il Cremlino fu pesantemente danneggiato nei combattimenti: ciononostante, la cattedrale riuscì a sopravvivere. La grande croce posta sopra la cupola principale - coronata da un uccello metallico, probabilmente simbolo dello Spirito Santo in forma di colomba - venne rimossa dalla Divisione Blu di volontari spagnoli arruolatisi tra le file tedesche. Per oltre sessant'anni è stata quindi esposta all'interno del Museo dell'accademia del genio militare di Madrid fino al 16 novembre 2004, quando fu restituita alla Chiesa ortodossa russa dal ministro spagnolo della difesa José Bono Martínez. Le cupole vennero gravemente danneggiate durante la guerra e anche il grande Cristo Pantocratore presente all'interno fu colpito. Narra la leggenda che i pittori lo avessero dipinto con un pugno chiuso, al che l'arcivescovo dispose di ridipingerlo con una palma aperta: quando tornarono la mattina seguente, però, la mano era tornata miracolosamente chiusa. Dopo diversi tentativi, una voce dall'interno della cupola disse all'arcivescovo di lasciare così il dipinto, poiché fino a quando il pugno di Cristo sarebbe rimasto chiuso, il destino di Novgorod sarebbe stato nella sua mano.
In epoca sovietica la cattedrale venne adibita a museo. Fu resa alla Chiesa ortodossa russa durante il 1991. Un'iscrizione sul muro settentrionale dell'entrata ovest attesta la nuova dedicazione al vescovo Lev e al patriarca Alessio II.

## Caratteristiche

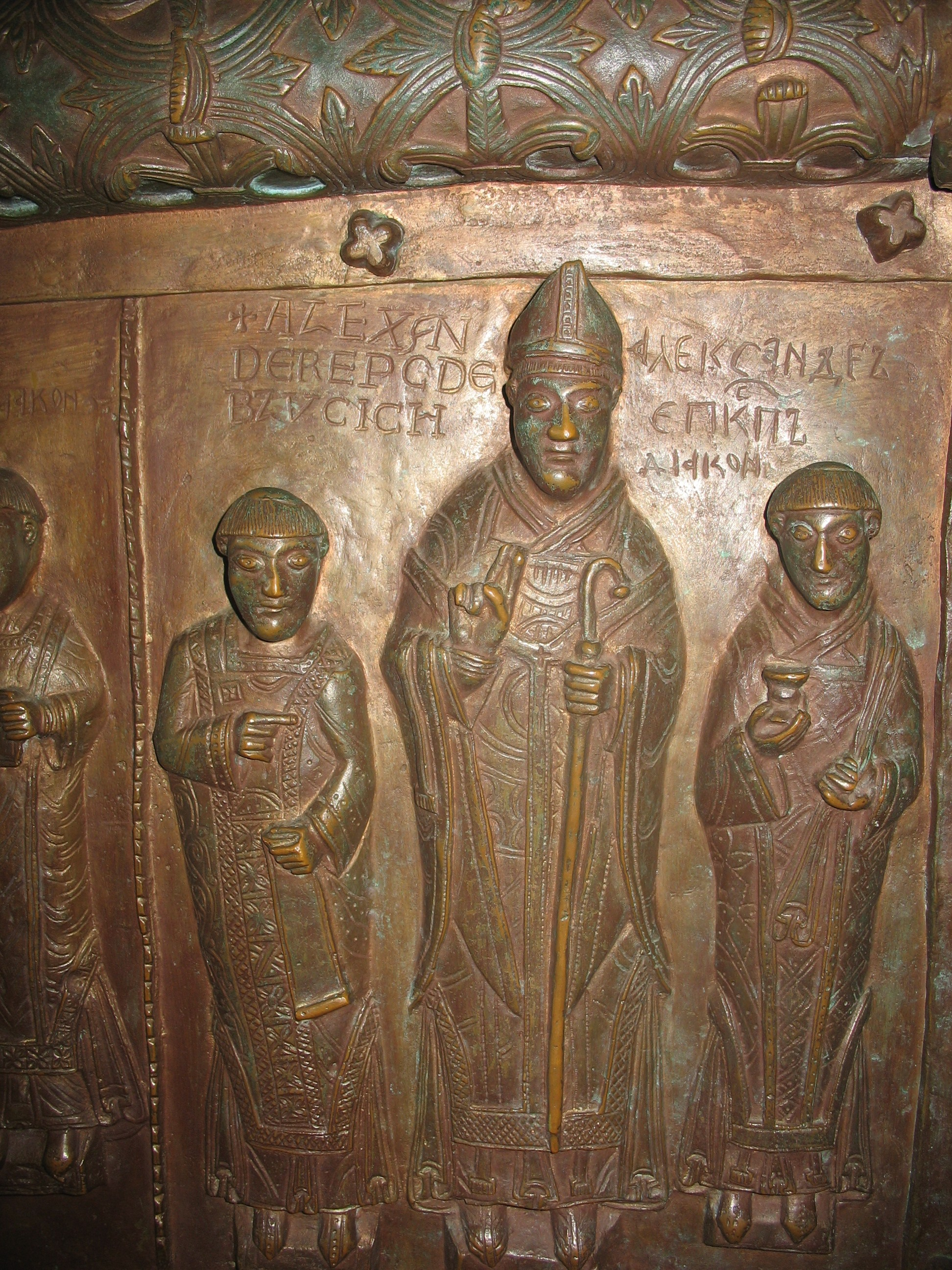
L'arcivescovo di Płock, Aleksandr (al centro) con il clero. Dettaglio della copia delle porte della cattedrale di Płock

Santa Sofia di Novgorod rappresenta la prima chiesa slava in cui si possono riscontrare evidenti segni di differenziazione dal modello bizantino. Anche grazie alle sue austere mura, la chiesa riporta alla memoria molti più temi ricorrenti nell'Architettura romanica dell'Europa occidentale, piuttosto che negli edifici di culto di stampo greco.
La cattedrale di Novgorod si differenzia inoltre in maniera decisa dalla coeva ed omonima cattedrale di Kiev. Nell'immaginario, mentre la cattedrale di Kiev è stata associata alla figura di una sposa, quella di Novgorod rappresenta un guerriero: la sua decorazione è minimale, l'uso del mattone è limitato, le masse sono distribuite principalmente in senso verticale piuttosto che orizzontale. Queste caratteristiche si mostrarono fondamentali nell'influenzare i successivi mastri costruttori cittadini, così come mostrato chiaramente dalle cattedrali dei monasteri di Jur'ev (in russo Юрьев монастырь?) - del 1119 - e di Antoniev (in russo Антониев монастырь?), del 1117.

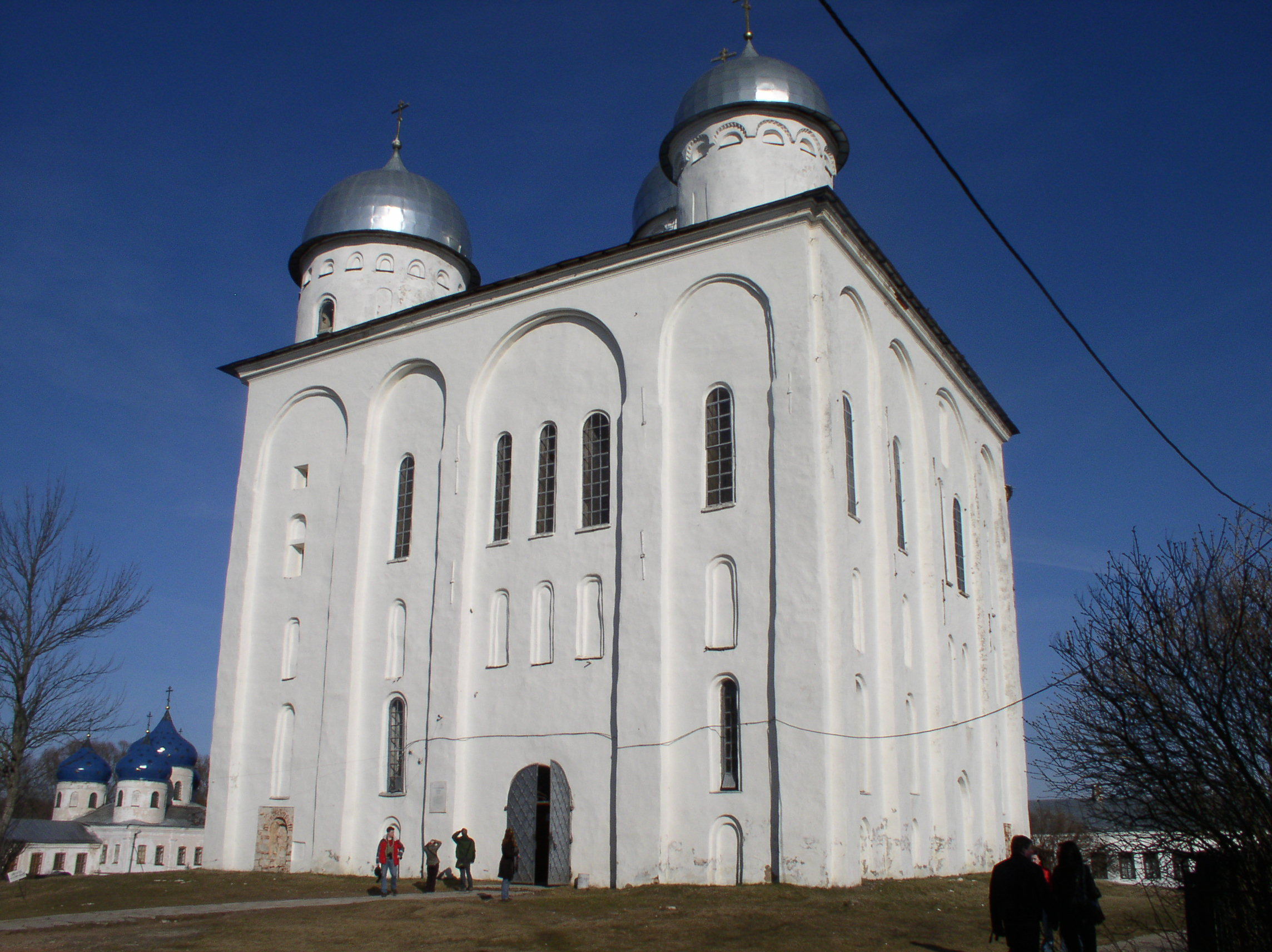
La cattedrale del monastero di Yuriev, 1119

La più antica icona conservata all'interno della cattedrale è probabilmente l'icona della Madre di Dio del Segno, la quale - secondo la leggenda - salvò Novgorod nel 1169 quando gli abitanti di Suzdal' attaccarono la città; fu portata al di fuori della chiesa della Trasfigurazione presso Via Il'ina (in russo Церковь Спаса Преображения на Ильине улице?) ed esposta nella cattedrale e sulle mura della città dall'arcivescovo Ilija. La chiesa dell'Icona della Madre di Dio del Segno fu poi costruita vicino alla chiesa della Trasfigurazione durante il XVII secolo per ospitare l'icona stessa. Durante il periodo sovietico, l'icona fu ospitata nel vicino Museo di Novgorod (così come le ossa del vescovo Nikita, che si narra siano state tenute in una borsa di carta fino al trasferimento nella chiesa dei Santi Filippo e Nicola nel 1957); l'icona fu restituita alla cattedrale agli inizi degli anno Novanta del XX secolo ed è ora esposta alla destra delle porte dorate della iconostasi.
L'icona di Sofia, la Santa Saggezza di Dio, è anch'essa parte dell'iconostasi posta alla destra delle Porte Dorate, laddove generalmente viene esposta l'icona del santo a cui è dedicata la chiesa. Si dice che numerose delle icone ospitate siano state dipinte o commissionate dall'arcivescovo Vasilij Kalika (in russo Василий Калика?) (1330-1352) e dall'arcivescovo Iona (1458-1470). Si racconta anche che l'arcivescovo Makarij (1526-1542), che sarebbe in seguito divenuto Metropolita di Mosca e di tutte le Russie abbia dipinto le icone all'interno della piccola iconostasi all'interno della cappella della Natività della Madre di Dio; tale iconostasi originariamente era ospitata all'interno della cappella dei Santi Ioakim e Anna, giusto a sinistra della propria presente ubicazione.

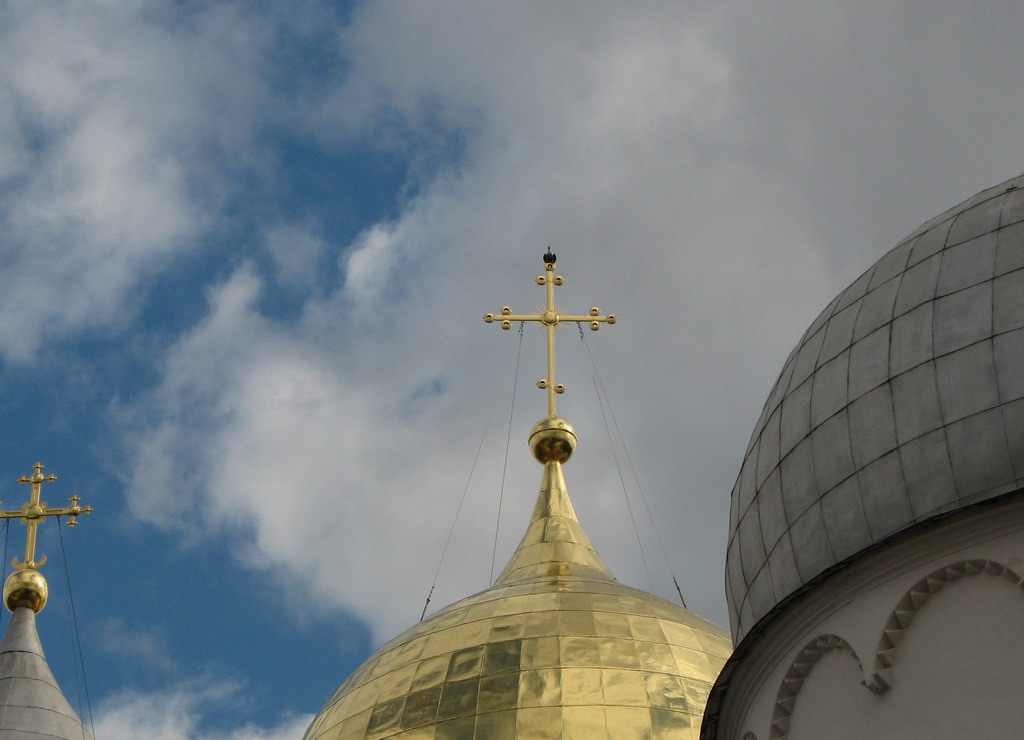
La croce sulla cupola dorata della cattedrale

Tre portali filtrano l'accesso alla cattedrale: si tratta delle porte di Korsun', Vasilij e Sigtuna (dette anche di Płock, o Magdeburgo). La porta di Korsun conduce all'entrata occidentale della cappella della Natività della Madre di Dio, nell'angolo sudorientale della cattedrale. Si narra che fosse stata portata a Novgorod dall'arcivescovo Ioakim Korsunianin, il cui nome suggerisce legami con Korsun' (in ucraino Корсунь-Шевченківський?), in Crimea. La porta di Vasilij fu donata alla cattedrale nel 1335 dall'arcivescovo Vasilij Kalika: in seguito al saccheggio della cattedrale effettuato da Ivan IV nel 1570, il portale è stato asportato e rimontato nella residenza dello zar ad Aleksandrov, vicino a Mosca, dove può essere ancora oggi ammirato. Tale porta influenzò inoltre notevolmente il lavoro degli artigiani del Cremlino di Mosca durante il periodo di dominazione di Ivan il Terribile.
La porta dell'ingresso occidentale (all'epoca inteso come l'ingresso principale della cattedrale, sebbene al giorno d'oggi venga utilizzata come entrata principale quella settentrionale), detta porta di Sigtuna, Magdeburgo o Płock è, secondo la tradizione, bottino di saccheggio della città svedese di Sigtuna da parte delle forze di Novgorod nel 1187. In effetti, la porta è stata probabilmente lavorata e scolpita dai maestri di Magdeburgo tra il 1152 ed il 1154 per l'arcivescovo di Płock, in Polonia.
È molto più probabile che la porta sia stata acquistata dagli abitanti di Novgorod alla fine del XV secolo, probabilmente dall'arcivescovo Evfimij II - noto come amante dell'arte occidentale al punto da inserire elementi gotici all'interno del Palazzo delle Faccette - o, secondo un'ulteriore teoria, durante la prima metà del medesimo secolo dal duca di Novgorod e fratello del Granduca di Lituania, Lengvenis.
La porta di Płock viene aperta solo due volte l'anno per occasioni speciali, oppure quando l'arcivescovo stesso celebra la Divina liturgia. Dal 1982 una copia della porta è stata installata nella cattedrale polacca, dono della cittadinanza di Novgorod.